# 鳞足螺
鳞足螺（学名：Chrysomallon squamiferum），又名鱗角腹足蝸牛，是一种生活在深海热泉的海螺，屬於Peltospiridae科的海洋腹足纲软体动物物种，也是鳞足螺属（Chrysomallon）的单型种。本物種不單與其他深海腹足綱物種相異甚遠，就連同屬Neomphaloidea總科的物種亦與之相異甚遠。2019年，因深海資源開發將對熱泉區帶來的環境影響，它以瀕危（endangered，指很可能會绝灭的物種）的級別被列入國際自然保護聯盟（IUCN）的瀕危物種紅色名錄。
其螺殼雖然亦是與其他腹足綱物種一樣由三層組成，但部分的化學構成有所不同：最外一層由硫化鐵組成，中間一層相當於其他物種的有機外殼膜，而最裡層則由霰石構成。其腹足亦很特別，裹有礦物化了的鐵構成的鱗甲。這亦是本物種的名稱由來。
其異常大的食道腺住有共生性Γ-變形菌，；而其心臟按其身體體型與其他動物來比較亦是異常的大，佔了整個身體的4%體積。

## 习性

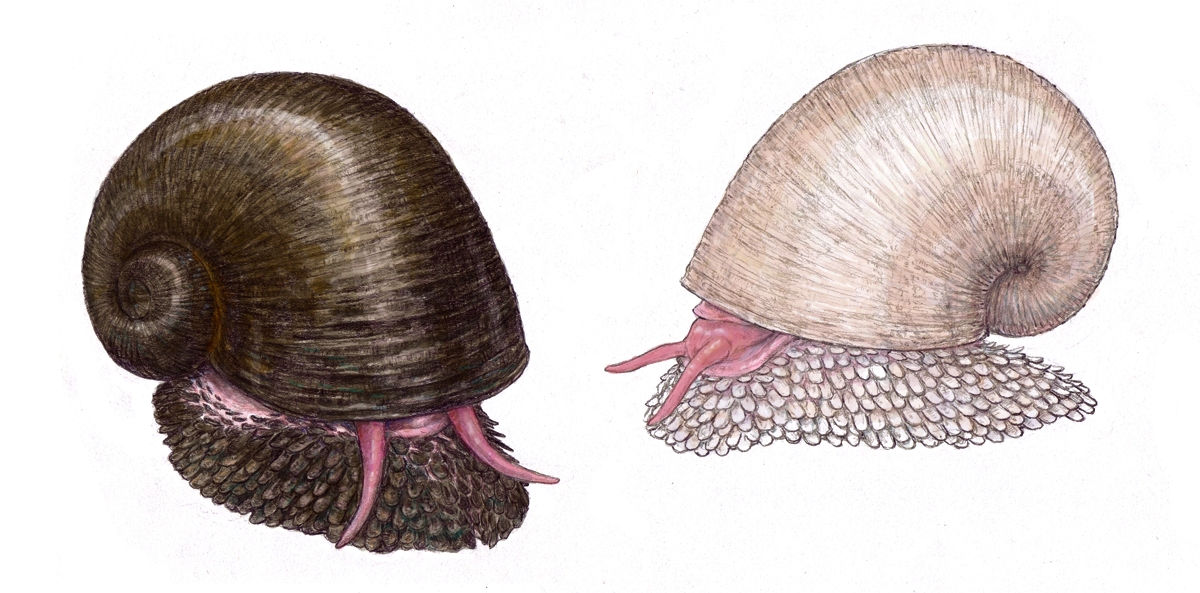
两种形态的鳞角腹足蜗牛

其生活在印度洋海域2400米到2800米深的深海热泉。该物种被首次发现于2001年，位于印度洋中洋脊2420米深深海热泉的黑色海底烟柱旁。该物种随后也在Solitaire与Longqi区域被发现。